# Carlemany
Carlemany (llatí: Carolus Magnus o Karolus Magnus; alemany: Karl der Große; francès: Charlemagne; nascut probablement el 2 d'abril del 748 prop de Lieja i mort el 28 de gener del 814 a Aquisgrà) fou rei dels francs entre el 768 i el 814 i rei dels llombards entre el 774 i el 814. Reuní bona part de l'Europa occidental i central sota la seva autoritat i es convertí en el primer monarca d'Occident a ser coronat emperador des de la caiguda de l'Imperi Romà d'Occident uns tres segles abans. Els seus dominis, que la historiografia moderna coneix com a Imperi Carolingi, foren l'escenari d'una evolució política i social que marcaria Europa durant tota l'edat mitjana.
Carlemany, el membre més destacat de la dinastia carolíngia, era el fill gran de Pipí el Breu i Berta de Laon. A la mort del seu pare el 768, esdevingué rei dels francs ensems amb el seu germà, Carloman I, que finaria tres anys més tard. Prosseguí la política del seu pare de protegir el papat i en fou el principal defensor, escombrant els longobards del nord d'Itàlia el 774. Una vegada consolidat el seu poder, es dedicà a expandir-lo en una sèrie de campanyes militars. Les guerres saxones foren un conflicte especialment cruent i costós que tenia com a objectiu subjugar els saxons i obligar-los a convertir-se al cristianisme encara que fos a sang i a foc, com en la massacre de Verden. El 778, una expedició franca contra els musulmans del nord d'Hispània acabà en desastre en la batalla de Roncesvalls. A l'extrem oriental del seu imperi, el 788 afegí el ducat tribal de Baviera als seus dominis i durant els anys següents feu el mateix amb el Kaganat Àvar. Així mateix, a la dècada del 790 trameté emissaris al califa abbàssida Harun ar-Raixid, amb el qual mantingué contactes diplomàtics pel seu interès comú en la península Ibèrica.
El 25 de desembre del 800 fou coronat emperador a Roma pel papa Lleó III. D'aquesta manera substituí l'Imperi Romà d'Orient com a protector de la cristiandat occidental. Davant la indignació inicial de Constantinoble, l'any 812 se signà un acord entre els dos imperis: tornà a haver-hi dos emperadors a Europa, l'un a l'Orient i un altre a l'Occident creant el problema dels dos emperadors.
El regnat de Carlemany se sol associar amb el «renaixement carolingi», un ressorgiment de la cultura, religió i arts llatines al llarg dels dominis carolingis dirigits per l'Església Catòlica. Mitjançant les seves conquestes i les seves reformes internes, Carlemany assentà les bases del que va esdevenir l'Europa occidental a l'edat mitjana.
Fill del rei dels francs, Pipí dit «el Breu» i de Bertrada de Laon, succeí el seu pare, corregnant amb el seu germà, Carloman I. Les relacions entre els dos germans es tornaren tenses, però la sobtada mort de Carloman evità que esclatés una guerra entre els francs, i així Carlemany fou el seu únic rei.
Carlemany va reforçar les relacions d'amistat que havia iniciat el seu pare amb el papat, i es convertí en el seu protector després que les seves tropes derrotaren els llombards a Itàlia. Va combatre els sarraïns que amenaçaven les possessions carolíngies a la península Ibèrica, i passà a l'ofensiva per tal d'apoderar-se del territori. Amb tot, hagué de retirar-se, ja que en aquest moment l'Imperi carolingi patí un atac per part dels saxons. Aquesta retirada tingué un preu molt alt. Carlemany perdé, en la batalla de Roncesvalls, tota la rereguarda del seu exèrcit i el seu nebot, Rotllà. Lluità contra els pobles eslaus i, després d'una llarga campanya, aconseguí sotmetre els saxons, obligant-los a convertir-se al cristianisme i integrant-los en el seu regne. Va facilitar així el camí cap a l'establiment de la dinastia otoniana.
Actualment Carlemany és considerat no sols el fundador de les dinasties francesa i alemanya, sinó també «el pare d'Europa»: el seu imperi unificà per primer cop la major part d'Europa occidental des de la caiguda de l'Imperi Romà d'Occident, i el renaixement carolingi establí una identitat europea comuna. Pierre Riché escriu:
| « | ... Fruí d'un destí excepcional, i per la direcció del seu regnat, per ses conquestes, legislació i llegendària estatura, marcà profundament la història d'Europa occidental. | » |

## Context històric
Durant el segle vi es produí la cristianització dels francs, l'imperi dels quals, dirigit pels merovingis, es convertí en el més poderós entre els regnes resultants de la caiguda de l'Imperi Romà d'Occident. No obstant això, el declivi de la dinastia es feu evident després de la batalla de Tertry (el 687), i cap sobirà tractà de posar remei a la situació (aquests sobirans merovingis han passat a la història amb el nom dels reis mandrosos, per la seva incapacitat per a governar). Aquests cediren tots els poders governamentals als oficials majors o als majordoms (major domus).
Pipí d'Heristal (el Jove), majordom d'Austràsia, acabà amb el conflicte existent entre els diferents reis francs i els seus majordoms, quedant com a guanyador en la batalla de Tertry, després de la qual quedà establert com a únic governant de tot el Regne franc. Pipí el Jove era net de dues de les figures més importants del Regne austrasià: sant Arnulf de Metz i Pipí de Landen. A la seva mort, fou succeït per Carles Martell (fill il·legítim de Pipí el Jove, el qual mai adoptà el títol de rei). Carles Martell fou succeït pels seus dos fills: Carloman i Pipí el Breu (pare de Carlemany). Aquests últims, en un intent de frenar el separatisme present a la perifèria del regne, emplaçaren en el tron Khilderic III, últim rei merovingi.
Després de la renúncia de Carloman al seu càrrec, Pipí deposà Khilderic amb l'aprovació del papa Zacaries I, el qual trià Pipí i l'ungí com a rei dels francs l'any 751. Tres anys més tard, el 754, Esteve II tornà a ungir Pipí i els seus fills, com a hereus d'un regne que s'estenia per la major part de l'Europa occidental i central. D'aquesta manera, la dinastia merovíngia fou reemplaçada per la carolíngia, el nom de la qual deriva del pare de Pipí el Breu: Carles Martell.
Sota el poder d'aquesta nova dinastia, el Regne franc estengué els seus dominis. La divisió administrativa efectiva durant aquesta època es correspon, si fa no fa, amb els moderns estats de França i d'Alemanya.

## Biografia

### Primers anys
Carlemany fou el fill de Pipí el Breu (714 – 24 de setembre de 768, rei des de 751) i de la seva esposa Bertrada de Laon (720 – 12 de juliol de 783), filla del comte Caribert de Laon. Entre els seus germans més joves, els registres sols esmenten Carloman, Gisela i un nen nomenat Pipí, que morí amb pocs anys. A vegades, s'ha afirmant que la semillegendària Redburga, esposa del rei Egbert de Wessex, fou germana de Carlemany (o cunyada o neboda), i les llegendes l'assenyalen com a oncle matern de Rotllà mitjançant una dama anomenada Berta.
Gran part del que es coneix de la vida de Carles procedeix dels escrits del seu biògraf Einhard, que escrigué la Vita Caroli Magni (o Vita Karoli Magni), la Vida de Carles el Gran. Einhard afirma sobre els primers anys de vida de Carles:
| « | Seria agosarat, crec jo, escriure una sola paraula respecte al naixement i la infància de Carles, o fins i tot sobre els seus primers anys, ja que mai s'escrigué res al respecte i no existeix ningú en vida que en pugui donar informació. En conseqüència, decidí passar-ho per alt i dedicar-me immediatament a la seva persona, les seves obres i altres fets de la seva vida que mereixen ser relatats i divulgats, i em referiré primer a les seves accions locals i en l'estranger, després sobre la seva persona i activitats, i per acabar al voltant del seu govern i mort, sense ometre res que mereixi o sigui necessari conèixer. | » |

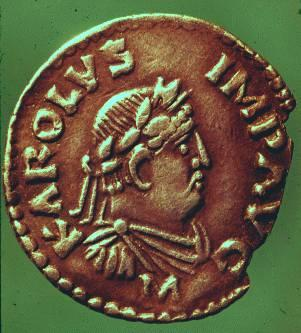
Moneda amb el gravat de Carlemany i la inscripció KAROLVS IMP AVG

Després de la mort de Pipí, i continuant amb la tradició, el Regne dels francs es dividí entre Carles i Carloman. Carles prengué les regions exteriors del regne, que vorejaven el mar, és a dir: Nèustria, l'oest d'Aquitània i el nord d'Austràsia; mentre que, a Carloman, li correspongué la regió interior: el sud d'Austràsia, Septimània, l'est d'Aquitània, Borgonya, Provença i Suàbia, territoris que limitaven amb Itàlia.

### Regnat compartit
El 9 d'octubre, immediatament després del funeral del seu pare, els dos joves se n'anaren de Saint-Denis a fi de ser coronats reis pels nobles i ungits pels bisbes. La investidura de Carlemany es produí a Noyon, mentre que la de Carloman ho fou a Soissons.
El primer fet important produït durant el regnat conjunt dels germans fou la revolta dels aquitans i gascons, el 769, en el territori dividit entre ambdós reis. Un home anomenat Hunald (que segons sembla no es tracta del duc Hunald d'Aquitània) guià els aquitans cap al nord fins a Angulema. Carlemany es reuní amb Carloman, però aquest es negà a participar-hi i retornà a Burgúndia. Carlemany es disposà per a la guerra i liderà l'exèrcit fins a Bordeus, establint un campament a Fronsac. Hunold es veié obligat a fugir fins a la cort del comte Llop II de Gascunya. Llop, temorós de Carlemany, feu lliurament d'Hunold a canvi de la pau i aquest fou desterrat en un monestir. Finalment, els francs sotmeteren Aquitània completament.
Els germans mantingueren una relació tèbia gràcies a la mediació de la seva mare, Bertrada, però al 770 Carlemany signà un tractat amb el duc Tassiló III de Baviera i es casà amb Desiderata, una princesa llombarda, filla del rei Desideri, amb la finalitat de voltar Carloman amb els seus propis aliats. Malgrat l'oposició inicial del papa Esteve III al seu matrimoni amb la princesa llombarda, aquest acabarà tenint pocs motius per a preocupar-se per una aliança entre francs i llombards.
Amb prou feines passat un any del seu matrimoni amb Desiderata, Carlemany la repudià, casant-se amb una sueva de 13 anys anomenada Hildegarda. La repudiada Desiderata retornà a la cort del seu pare a Pavia. Desideri, ple d'ira, s'hauria aliat de bon grat amb Carloman per tal de derrocar Carles. Amb tot, Carloman morí el 5 de desembre de 771, abans que no esclatés el conflicte. La muller de Carloman, Gerberga, fugí amb els seus fills a la cort de Desideri, tot cercant protecció.

### Política exterior

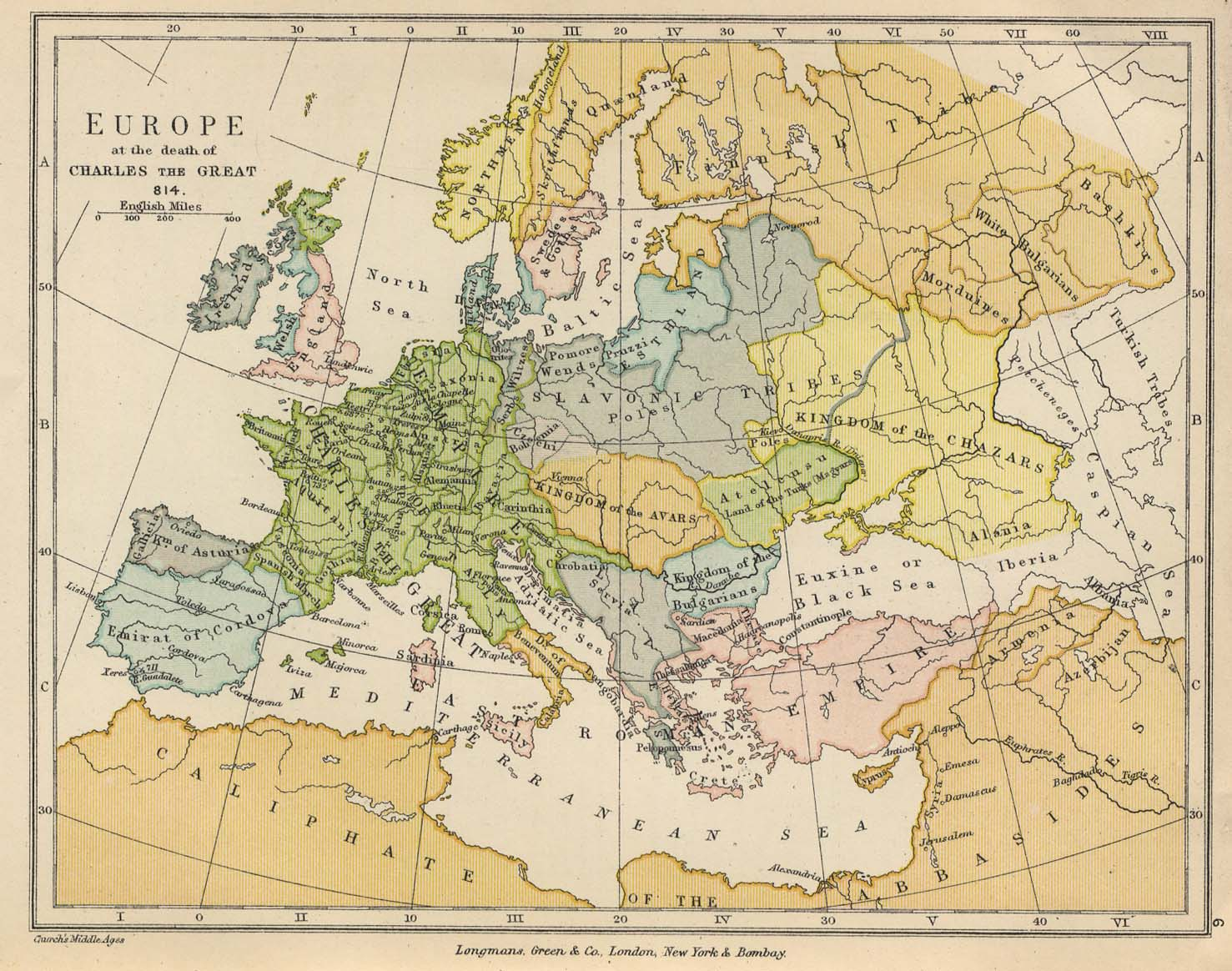
Europa a l'època de Carlemany

En política exterior, Carlemany va emprendre una sèrie d'agressives campanyes militars destinades a expandir les seves fronteres. D'aquesta manera, va sotmetre els llombards i els va fer desaparèixer de la història. A la península Ibèrica, va intentar portar la guerra als àrabs, però la seva primera campanya va ser una desfeta, en la qual es va haver de retirar de Saragossa. En una dura batalla contra els musulmans i després fou derrotat a mans dels bascs en la batalla de Roncesvalls, ambdues el 778. A Alemanya, va sotmetre els saxons, i va portar la guerra fins a Hongria, on va destruir els àvars per sempre. La frontera franca al sud es va anar expandint lentament. El Rosselló ja era en mans dels francs des del 759. L'any 785, Girona va obrir les portes als carolingis. Vers el 788, els comtats d'Urgell i de Cerdanya esdevingueren part d'allò que posteriorment va rebre el nom de Marca hispànica.

#### Campanya a Itàlia

##### Conquesta de Llombardia

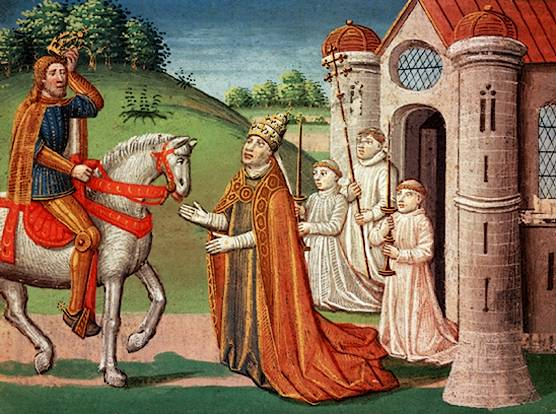
Carlemany fou un catòlic devot i mantingué estretes relacions amb el papat. La imatge representa el papa Adrià I sol·licitant l'ajut de Carlemany en una trobada prop de Roma (arxiu Bettmann)

L'any 772 esclatà la guerra entre el papat i els llombards. És l'any del nomenament del papa Adrià I, el qual demanà a Desideri, rei dels llombards, reintegrar sota el control del papat part de l'antic exarcat de Ravenna. Desideri respongué envaint algunes ciutats papals, entre aquestes la Pentàpolis Annonària. Adrià reclamà l'ajut de Carlemany. Carles i el seu oncle Bernat (fill de Carles Martell) travessaren els Alps el 773 i perseguiren els llombards fins a assetjar-los a Pavia. Paral·lelament, el fill de Desideri, Adelgis, procurà formar un exèrcit a Verona. Carlemany abandonà el setge i perseguí el jove príncep fins al litoral adriàtic, obligant-lo a exiliar-se a Constantinoble.
El setge de Pavia es prolongà fins a la primavera de 774. El 2 d'abril Carlemany visità Roma, on el papa li confirmà la cessió de territoris que el seu pare, Pipí el Breu, havia estipulat en el seu testament i el papa li concedeix el títol de patrici.
A l'inici de l'estiu, els llombards rendeixen Pavia. Desideri és desterrat a l'abadia de Corbie i Carlemany cenyeix la corona fèrria. Els senyors llombards (a excepció d'Aregis II, duc de Benevent) reten homenatge a Carlemany a Pavia: Carlemany es converteix en el nou rei de la Llombardia, esdevenint el senyor més poderós d'Itàlia. Amb tot, els territoris italians continuaren sent inestables: el 776 els ducs Rodgaud de Friül i Hildeprand de Spoleto es rebel·laren. Carlemany es traslladà a Itàlia i esclafà els sediciosos. Amb tot, el Benevent d'Aregis II no fou sotmès, mentre que el príncep Adelgis mai abandonà l'Imperi Romà d'Orient.

##### Itàlia meridional
El 787, Carlemany dirigí la seva atenció cap al Benevent, on Aregis governava independentment; després del setge de Salern, el duc oferí el seu vassallatge. Amb tot, a la mort d'Aregis, el 792, el Benevent tornà a proclamar la seva independència sota l'ègida del fill d'Aregis, Grimoald III. Tot i que els exèrcits de Carles i els seus fills l'atacaren en repetides ocasions, els territoris del Benevent mai foren sotmesos del tot.

#### Campanya a Hispània

##### La campanya de Roncesvalls
Segons l'historiador musulmà Ibn al-Athir, el 777 es reberen a Paderborn representants dels governants musulmans de Saragossa, Girona, Barcelona i Osca, que hi acudiren a causa que els seus senyors havien estat arraconats per Abderraman I, l'emir de Còrdova. La delegació oferí homenatge al rei dels francs a canvi d'ajut militar. Carlemany acordà dirigir-se cap a la península, tot veient l'oportunitat d'expandir el seu poder i el cristianisme.
L'any 778, liderà l'exèrcit de Nèustria a través dels Pirineus occidentals, mentre que els austrasis, llombards i burgundis travessaven els Pirineus orientals. Els exèrcits es reuniren a Saragossa, on reberen l'homenatge del valí de Barcelona, Sulayman al-Arabí. Amb tot, el valí de Saragossa, Hussayn al-Ansarí, no volia sotmetre la ciutat de Saragossa i denuncià que Sulayman s'havia excedit amb el tracte fet amb Carlemany i tancà les portes de la ciutat. Els francs posaren setge a Saragossa i Carlemany es trobà davant la batalla més difícil de tota la seva carrera militar. Tement la derrota, després d'un mes de setge, Carlemany decideix retirar-se. Els francs no podien confiar en els moros ni en els vascons, amb els quals s'havien enfrontat durant la conquesta de Pamplona. L'exèrcit franc es retirava de la península pel pas de Roncesvalls quan ocorregué un dels fets més famosos del seu regnat: els vascons atacaren la rereguarda i els carros de càrrega, destruint-los: la batalla de Roncesvalls. Aquesta batalla, que de fet fou més aviat una escaramussa, deixà algunes baixes significatives entre els francs, entre aquestes s'hi compten les morts del senescal Eggihard, el comte del palau Anselm i el prefecte de la marca de Bretanya, Rotllà, posterior inspiració de la Cançó de Rotllà (Chanson de Roland), la famosa cançó de gesta francesa.

#### La guerra amb els musulmans
La conquesta d'Itàlia feu entrar en contacte Carles amb els sarraïns, que controlaven el Mediterrani i ocupaven àrduament el seu fill Pipí el Geperut.
Carlemany arribà a tenir contacte amb la cort del califa a Bagdad: el 797 (o, possiblement, 801), el califa de Bagdad, Harun ar-Raixid, obsequià Carlemany amb un elefant asiàtic blanc, anomenat Abul-Abbas, que fou el primer elefant conegut al nord d'Europa, i un rellotge.
A Hispània, la lluita contra els musulmans continuà sense disminuir en intensitat durat la segona meitat del regnat de Carles. El 785, les tropes de Lluís conqueriren Girona i estengueren el control franc al litoral català. Els líders musulmans del nord-est de l'Àndalus es rebel·laren contínuament contra les autoritats cordoveses i, sovint, reclamaven l'ajut dels francs, les fronteres dels quals s'expandien lentament. L'any 795 Girona i, vers el 788, la Cerdanya i Urgell foren englobats en el nou ducat de Gòtia, dins l'estructura de l'antic ducat de Septimània.
El 801 Barcelona cau en mans dels francs. Lluís travessà els Pirineus i assetjà la ciutat durant uns mesos, fins a la seva rendició l'any 801. Els francs continuaren la seva expansió: intentaren arribar fins a l'Ebre i van assetjar Tortosa i potser fins i tot Lleida. El resultat, però, fou un fracàs. L'any 812, l'emir Al-Hàkam I reconeixia les conquestes dels francs (que de fet arribaven fins al Llobregat).

### Política interior

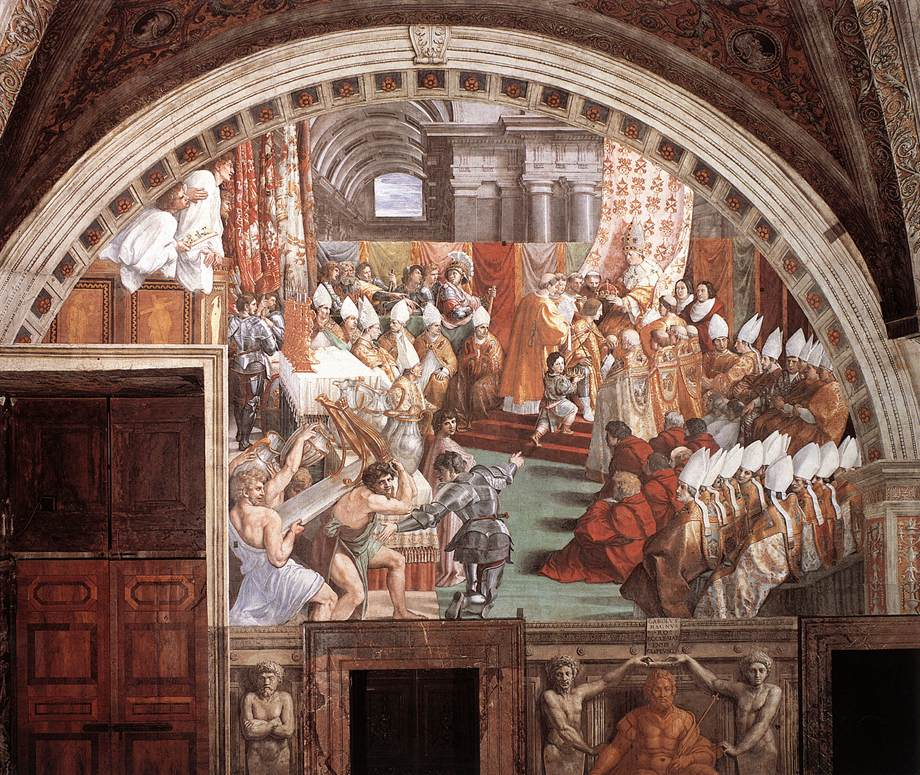
Carlemany pintat per Rafael

A l'interior, Carlemany va crear el comtat com a unitat administrativa bàsica de l'imperi, a càrrec d'un comte, i va crear diverses marques, cada una de les quals estava a càrrec d'un marquès. El marquès, de fet, era el comte d'una terra fronterera, una marca. Al mateix temps, va crear un cos d'inspectors, els missi dominici, encarregats de mantenir en l'obediència els nobles i les autoritats locals.
Per la seua banda, Carlemany va ser un mecenes de la cultura, iniciant el renaixement carolingi: va crear l'Acadèmia Palatina a Aquisgrà i va cridar Alcuí de York per a dirigir-la, un dels erudits més importants del seu temps. A partir de l'any 787, es van promulgar decrets que recomanaven, en tot l'imperi, l'estudi de la literatura en llatí, la restauració de les antigues escoles i la fundació d'altres de noves.

## Aspectes personals

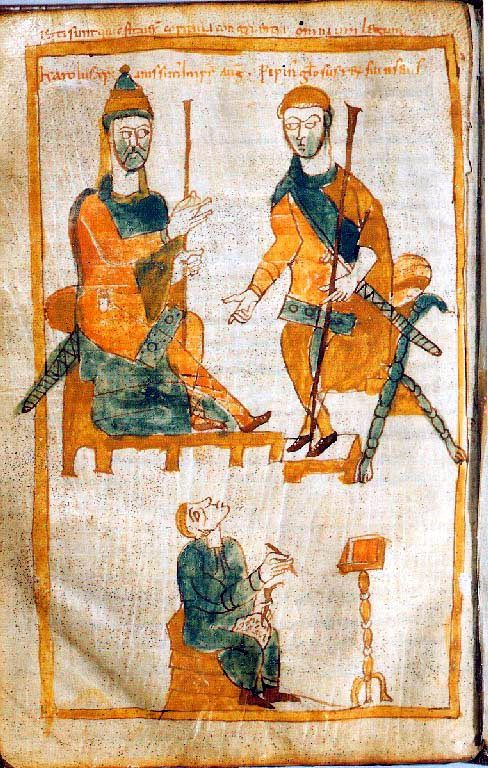
Carlemany (esquerra) i el seu fill Pipí el geperut. Còpia del de l'original de 830

### Data i lloc de naixement
Generalment, s'ha fixat la data de naixement de Carlemany l'any 742. Amb tot, diversos factors han dut els experts a reconsiderar aquesta data. La data de 742 es calculà a partir dels anys de la seva mort i en els Annals Petarienses figura una altra data, l'1 d'abril de 747 (data que coincideix amb la Pasqua), la coincidència d'aquesta data ha estat qüestionada en moltes ocasions. Els historiadors moderns defenen que dita data constitueix un engany per tal d'engrandir la figura de Carlemany.
Amb tot, actualment, és impossible conèixer amb certesa la seva data de naixement. Les hipòtesis més factibles situen aquesta data en tres possibilitats: 1 d'abril de 747, 15 d'abril de 747 o l'1 d'abril de 748.
Carlemany nasqué a la ciutat d'Herstal, ciutat natal del seu pare, i d'on eren originàries les dinasties carolíngia i merovíngia, la qual es troba a la rodalia de Lieja (avui dia Bèlgica). Quant el jove Carlemany tenia 7 anys es traslladà a Jupille, amb el seu pare. Aquest fet ha provocat que en molts llibres d'història aparegui aquesta ciutat com un dels seus possibles llocs de naixença. Així mateix, s'ha especulat amb altres ciutats com a possibles llocs de naixença, com, per exemple Prüm, Düren, Gauting i Aquisgrà.

### Idioma
L'idioma matern de Carlemany ha estat objecte d'un debat intens. Se suposa que l'idioma matern era un dialecte germànic comú entre els francs de l'època; això no obstant, els lingüistes difereixen en relació amb la identitat i evolució de l'idioma. Fins i tot s'ha afirmat que en el moment del naixement de Carlemany (742/7) el franc antic ja s'havia extingit. S'ha reconstruït l'estructura sintàctica i ortogràfica del franc antic mitjançant la seva evolució: el baix fràncic, també conegut com a holandès antic, que deriva cap al francès antic. Les poques dades conegudes pels lingüistes del franc antic es corresponen a oracions i paraules presents en els còdexs legislatius de les principals tribus franques (salis i ripuaris) escrits en un llatí que integra elements germànics.
El lloc de naixença de Carlemany no ha ajudat a determinar el seu idioma matern. Molts historiadors han defensat que Carlemany nasqué a Herstal prop de Lieja; D'altres afirmen que nasqué a Aquisgrà, ciutat ubicada a 50 km respecte a l'anterior. La dificultat radica en el fet que a la zona existia una gran diversitat lingüística. A la Lieja de l'any 750, ens trobem en una regió en què es parla el baix fràncic al nord i el nord-oest, el gal·loromanç al sud i sud-oest, i dialectes de l'alt alemany en l'est. Si s'exclou el gal·loromanç, Carles hauria parlat l'antic baix fràncic o un dialecte de l'alt alemany, probablement amb gran influència franca.
A més de la seva llengua materna, Carlemany parlava llatí «amb fluïdesa semblant a la del seu propi idioma», a més de comprendre un poc de grec:
| «                   | Comprenia el grec millor que el parlava. «Grecam vero melius intellegere quam pronuntiare poterat» | » |
| — Einhard, Vida, 25 | |   |

### Noms
A conseqüència del nombre d'idiomes parlats dins de l'imperi, i l'expansió d'aquest a escala europea, el nom de Carlemany ha estat preservat sota abundants formes en un gran nombre de llengües.
«Carles», el seu nom de naixement, deriva del del seu avi, Carles Martell; aquest nom prové al seu torn de «Karl», lexema germànic que significa homem» o «home lliure», i que està relacionat amb el «Chru» anglès. Els noms llatins «Carol» i «Karol» constitueixen les primeres formes existents del seu nom. També el podien anomenar «el pare d'Europa».
En diversos dialectes eslaus, el terme rei correspon a una derivació del seu nom eslavitzat.

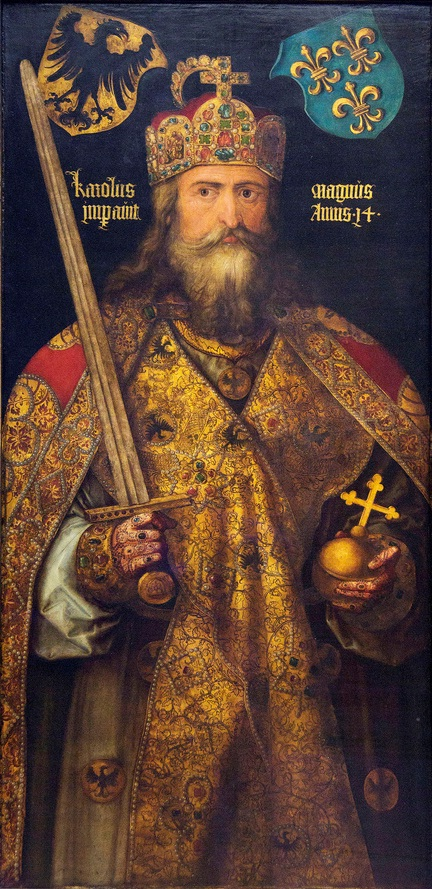
Retrat de Carlemany, per Albrecht Dürer. Pintat diversos segles després de la seva mort; els escuts d'armes a la part superior mostren làguila germànica i la flor de lis francesa.

Les variants modernes existents en els idiomes d'origen germànic són:
- En danès, noruec i suec: Karl den Store
- En neerlandès: Karel de Grote
- En alemany: Karl der Große
- En luxemburguès: Karel de Groussen
- En frisó occidental: Karel de Grutte

El nom germànic fou llatinitzat (en llatí Carolus Magnus) i preservat en les modernes llengües romàniques:
- En català: Carlemany
- En francès: Charlemagne i Charles le Grand, derivació del francès antic Charles le Magne
- En italià: Carlo Magno i Carlomagno
- En portuguès: Carlos Magno
- En castellà: Carlomagno
- En való: Tchårlumagne i Tchåle li Grand

Les variants modernes de les llengües eslaves d'influència germànica son:
- En croat: Karlo Veliki
- En Txec: Karel Veliký
- En polonès: Karol Wielki
- En eslovac: Karol Veľký
- En eslovè: Karel Veliki

La variant bretona és Karl-Veur.

### Aspecte físic
Tot i que no existeix cap descripció contemporània de Carlemany, el seu biògraf Einhard ofereix una detallada descripció del seu aspecte físic en l'obra Vita Caroli Magni. En l'article 22 de l'escrit afirma:
| « | Era de cos ample i robust, d'estatura eminent, sense excedir la mesura justa, car arribava a set peus seus; de cap rodó en la part superior, ulls molt grossos i brillants, nas un poc mes que mitjà, cabellera blanca i formosa, rostre alegre i vigorós; de manera que tant estant de peu com assegut realçava sa figura amb gran autoritat i dignitat. I, tot i que, el clatell era obès i breu i el ventre una mica prominent, desapareixia tot allò davant l'harmonia i proporció dels seus membres. El seu caminar era ferm, i tot l'actitud del seu cos, viril; La seva veu tan clara, que no responia a la figura corporal. | » |

L'emperador carolingi era conegut entre els seus coetanis per ser un home ros, alt, corpulent i de coll excessivament gruixut. En la seva època, la tradicional tècnica pictòrica romana realista s'havia vist eclipsada pel costum de dibuixar els retrats de personalitats rodejats d'elements icònics. En el seu ascens al tron se'l presenta com l'encarnació de Déu a la Terra; els quadres de l'època contenen un gran nombre d'icones vinculants a Crist. Els retrats moderns (com el d'Albrecht Dürer) mostren un home de complexió ruda i una llarga cabellera rossa, a conseqüència d'un error en la interpretació de l'escrit del seu biògraf, a causa d'haver traduït «canitie pulchra» o «formós cabell blanc» com a «cabellera rossa» o «cabellera daurada».

### Vestimenta

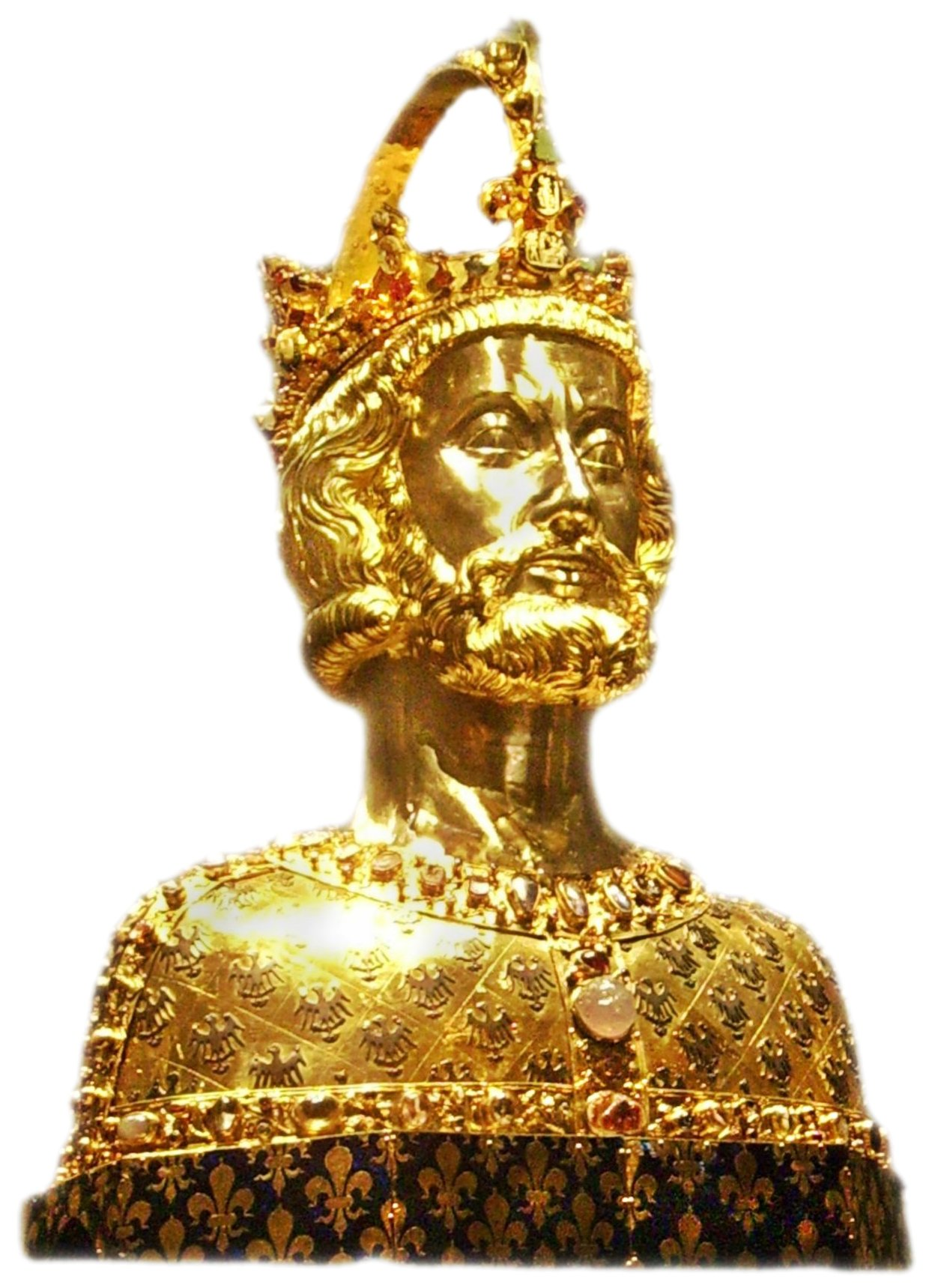
Part del tresor d'Aquisgrà.

Carlemany vestia la tradicional, discreta i ordinària vestimenta de la nació franca, evitant el guarniment aristocràtic. Einhard la descriu així:
| « | Vestia a la manera dels francs: camisa de lli i pantalons també de lli, túnica amb passamans de seda; envoltava ses cames amb polaines de tires, i a l'hivern protegia espatlles i pit amb pells de foca i de marta. | » |

Solia dur una capa blavosa, així com una espasa, normalment acabada en una empunyadura daurada o platejada. En els banquets o recepcions d'ambaixadors portava imponents espases enjoiades. No obstant això:
| « | Les vestimentes estranyes, por boniques que fossin, les desestimava, de tal manera que tan sols un cop, a petició del pontífex Adrià, i un altre a precs del Lleó, es vestí la llarga túnica i la clàmide i emprà el calçat a l'ús romà. | » |

En les festivitats importants portava diadema i vestia amb roba brodada i enjoiada; en aquestes ocasions la seva capa incloïa una sivella daurada. No obstant això, Einhard afirma que el monarca franc menyspreava la roba ostentosa, vestint-se normalment al mode plebeu.

## Família

### Avantpassats
|  |                     |  |  |  |  |  |  |  |  |  |  |  |  |  |  |  |
|  | 16. Ansegisel       |  |  |  |  |  |  |  |  |  |  |  |  |  |  |  |
|  |                     |  |  |  |  |  |  |  |  |  |  |  |  |  |  |  |
|  |                     |  |  |  |  |  |  |  |  |  |  |  |  |  |  |  |
|  | 8. Pipí d'Heristal  |  |  |  |  |  |  |  |  |  |  |  |  |  |  |  |
|  |                     |  |  |  |  |  |  |  |  |  |  |  |  |  |  |  |
|  |                     |  |  |  |  |  |  |  |  |  |  |  |  |  |  |  |
|  | 17. Begga           |  |  |  |  |  |  |  |  |  |  |  |  |  |  |  |
|  |                     |  |  |  |  |  |  |  |  |  |  |  |  |  |  |  |
|  |                     |  |  |  |  |  |  |  |  |  |  |  |  |  |  |  |
|  | 4. Carles Martell   |  |  |  |  |  |  |  |  |  |  |  |  |  |  |  |
|  |                     |  |  |  |  |  |  |  |  |  |  |  |  |  |  |  |
|  |                     |  |  |  |  |  |  |  |  |  |  |  |  |  |  |  |
|  | 9. Alpaida          |  |  |  |  |  |  |  |  |  |  |  |  |  |  |  |
|  |                     |  |  |  |  |  |  |  |  |  |  |  |  |  |  |  |
|  |                     |  |  |  |  |  |  |  |  |  |  |  |  |  |  |  |
|  | 2. Pipí el Breu     |  |  |  |  |  |  |  |  |  |  |  |  |  |  |  |
|  |                     |  |  |  |  |  |  |  |  |  |  |  |  |  |  |  |
|  |                     |  |  |  |  |  |  |  |  |  |  |  |  |  |  |  |
|  | 5. Rotruda          |  |  |  |  |  |  |  |  |  |  |  |  |  |  |  |
|  |                     |  |  |  |  |  |  |  |  |  |  |  |  |  |  |  |
|  |                     |  |  |  |  |  |  |  |  |  |  |  |  |  |  |  |
|  | 1. Carlemany        |  |  |  |  |  |  |  |  |  |  |  |  |  |  |  |
|  |                     |  |  |  |  |  |  |  |  |  |  |  |  |  |  |  |
|  |                     |  |  |  |  |  |  |  |  |  |  |  |  |  |  |  |
|  | 24. Ansegisel (=16) |  |  |  |  |  |  |  |  |  |  |  |  |  |  |  |
|  |                     |  |  |  |  |  |  |  |  |  |  |  |  |  |  |  |
|  |                     |  |  |  |  |  |  |  |  |  |  |  |  |  |  |  |
|  | 12. Martí de Laon   |  |  |  |  |  |  |  |  |  |  |  |  |  |  |  |
|  |                     |  |  |  |  |  |  |  |  |  |  |  |  |  |  |  |
|  |                     |  |  |  |  |  |  |  |  |  |  |  |  |  |  |  |
|  | 25. Begga (=17)     |  |  |  |  |  |  |  |  |  |  |  |  |  |  |  |
|  |                     |  |  |  |  |  |  |  |  |  |  |  |  |  |  |  |
|  |                     |  |  |  |  |  |  |  |  |  |  |  |  |  |  |  |
|  | 6. Caribert de Laon |  |  |  |  |  |  |  |  |  |  |  |  |  |  |  |
|  |                     |  |  |  |  |  |  |  |  |  |  |  |  |  |  |  |
|  |                     |  |  |  |  |  |  |  |  |  |  |  |  |  |  |  |
|  | 3. Bertrada de Laon |  |  |  |  |  |  |  |  |  |  |  |  |  |  |  |
|  |                     |  |  |  |  |  |  |  |  |  |  |  |  |  |  |  |
|  |                     |  |  |  |  |  |  |  |  |  |  |  |  |  |  |  |
|  | 7. Gisela de Laon   |  |  |  |  |  |  |  |  |  |  |  |  |  |  |  |
|  |                     |  |  |  |  |  |  |  |  |  |  |  |  |  |  |  |
|  |                     |  |  |  |  |  |  |  |  |  |  |  |  |  |  |  |

### Núpcies i descendents
Carlemany engendrà vint fills amb vuit de les seves deu mullers i concubines conegudes.
- Amb Amaldruda mantingué la seva primera relació, la naturalesa de la qual se sol descriure com un concubinat, un matrimoni legal o un friedelehe.[NOTES 3] D'aquesta unió nasqueren dos fills:
  - Alpaida, que esdevingué comtessa de Tolosa.[16]
  - Pipí el Geperut (c. 769 - 811)
- El 770 es casà a Magúncia, amb la filla del rei llombard Desideri, Desiderata de Llombardia (a vegades Desiderata d'Itàlia); s'hi casà per evitar lluites amb el seu germà i amb els longobards. En morir Carloman (771), Carles la repudià.
- El 771 es casà amb Hildegarda (757 o 758-783). De la qual en tingué nou fills:
  - Carles el Jove (vers 772 - 4 de desembre de 811). Duc de Maine, i coronat rei dels francs el 25 de desembre de 800.
  - Carloman, rebatejat com a Pipí (abril de 773 - 8 de juliol de 810). Rei d'Itàlia.
  - Adalhaid (774). Nasqué mentre els seus pares eren a la campanya a Italia. se'l envià cap a França però morí abans d'arribar a Lió.
  - Rotruda (o Hruodrud) (775 - 6 de juliol de 810)
  - Lluís (778 - 20 de juny de 840). Bessó de Lotari. Coronat Rei d'Aquitània (781), sacre emperador romà (813) i emperador senior (814).
  - Lotari (778 - 6 de febrer de 779/780). Bessó de Lluís. Morí a sa infantesa.[17]
  - Berta (779 - 826)
  - Gisela (781 - 808)
  - Hildegarda (782 - 783)
- Al 784 es casà amb Fastrada de Francònia. Fruit d'aquest matrimoni nasqueren:
  - Teodrada (784 - ?), abadessa d'Argenteuil.
  - Hiltruda (787 - ?)
- La seva última esposa fou Liutgarda, amb la qui es casà el 794. Sense cap descendent d'aquest matrimoni.

Entre els fills il·legítims fruits de concubinats coneguts de Carlemany, s'hi troba:
- La seva primera concubina coneguda fou Gersuinda. Amb qui tingué:
  - Adeltruda (774 - ?)
- La seva segona concubina coneguda fou Madelgarda. Amb qui tingué:
  - Rutilda (775 - 810), abadessa de Faremoutiers
- La seva tercera concubina coneguda fou Amaltruda de Vienne. Amb qui tingué:
  - Alpaida (n.794)
- La seva quarta concubina coneguda fou Regina. Amb qui tingué:
  - Drogó (801 - 855). Arquebisbe de Metz des de 823 i abat de Luxeuil.
  - Hug (802 - 844), arxicanceller de l'imperi.
- La seva cinquena concubina coneguda fou Adelinda. Amb qui tingué:
  - Richbod (805 - 844). Abat de Saint-Riquier.
  - Teodoric (807 - ?)

### Carles i la relació amb els seus fills
Carles, com era tradició entre els monarques i majordoms del passat, començà a nomenar als seus fills per a ocupar els càrrecs de major importància durant el primer període de pau que travessà el seu regnat (780-782). Havent estat ungits pel papa, feu reis els fills més joves (781): Carloman prengué la Corona de Ferro i el nom de «Pipí» en ser nomenat rei d'Itàlia; Lluís fou nomenat rei d'Aquitània. Carlemany ordenà que ambdós es criessin en el coneixement dels costums dels seus regnes, a la vegada que atorgava als seus regents cert control sobre els territoris. No obstant això, tot i que els dos joves tingueren l'esperança d'heretar el regne algun dia, el poder restà sempre en mans del seu pare.

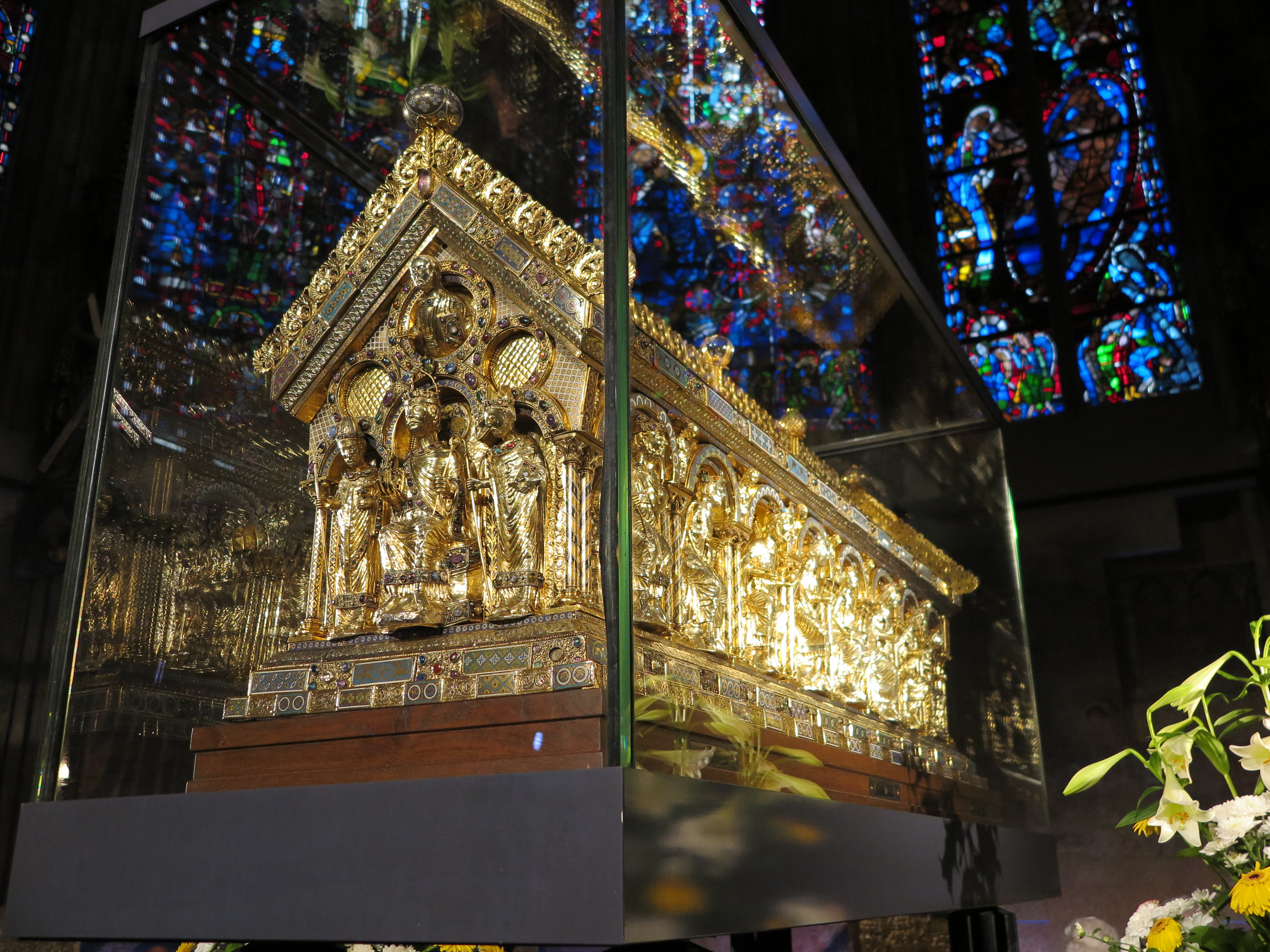
Sarcòfag de Carlemany a la Catedral d'Aquisgrà.

Carlemany no tolerà cap tipus d'insubordinació per part dels seus fills: l'any 792 desterrà Pipí el Geperut a conseqüència d'una revolta en què va participar.
En arribar a la majoria d'edat, els fills del monarca combateren en nom seu en molts conflictes. Pipí s'enfrontà amb els àvars, i també amb els beneventani i amb els eslaus del nord. Lluís es posicionà al front de Gòtia i, almenys en una ocasió, es dirigí cap al sud d'Itàlia per tal d'enfrontar-se amb el duc de Benevent, Lluís assetjà Barcelona el 801.
L'actitud de Carlemany vers les seves filles ha estat motiu de gran controvèrsia; les mantingué sota el seu sostre i es negà a permetre que es casessin, probablement a fi d'evitar l'establiment de subbranques familiars que poguessin rebel·lar-se contra la principal. Tot i això els permeté mantenir relacions extramatrimonials, arribant a honorar els concubins, i guardà gran afecte als fills bastards que engendraven. Després de la seva mort, el seu fill Lluís les desterrà de la cort i les envià a convents triats pel pare.

## Llegat
El sistema va funcionar bé en vida de Carlemany, gràcies a la seua mà de ferro, però una vegada mort, el seu fill i successor, Lluís el Pietós, va ser incapaç de contenir la desintegració de l'imperi, que es dividiria definitivament pel Tractat de Verdun, l'any 843.

### Llegendes
L'empremta de les gestes de Carlemany va ser intensa i potent, en part gràcies a la seva canonització, i així a la Catalunya Vella es conserven força llegendes d'aquest període. Una d'aquestes històries diu que Sant Jaume va interferir en la conquesta en favor de Carlemany, i així va construir un camí a través dels Pirineus perquè els seus exèrcits poguessin arribar fàcilment a Espanya a combatre els sarraïns. Aquest camí, segons la llegenda, és la Via Làctia.

#### L'espasa de Carlemany
Explica la llegenda que un dia d'hivern que va nevar a Girona, Carlemany va decidir pujar a dalt del campanar de la Catedral de Girona (Catedral romànica de la qual encara es conserva el campanar que té el nom popular de Torre de Carlemany) per contemplar el paisatge de la ciutat nevada. Un cop estava a dalt del campanar li va caure l'espasa (anomenada Montjoie) que portava al mig del claustre. Carlemany va fer que els soldats busquessin l'espasa entre la neu que cobria el claustre però no la van trobar. La llegenda explica que l'espasa va caure de punta i es va enfonsar a la Terra a causa de la força que portava. Actualment la seva espasa encara continua enfonsant-se per l'interior de la terra fins que un dia arribarà al centre. Quan això passi la Terra es partirà en dues parts i serà la fi del món.

#### La cadira de Carlemany

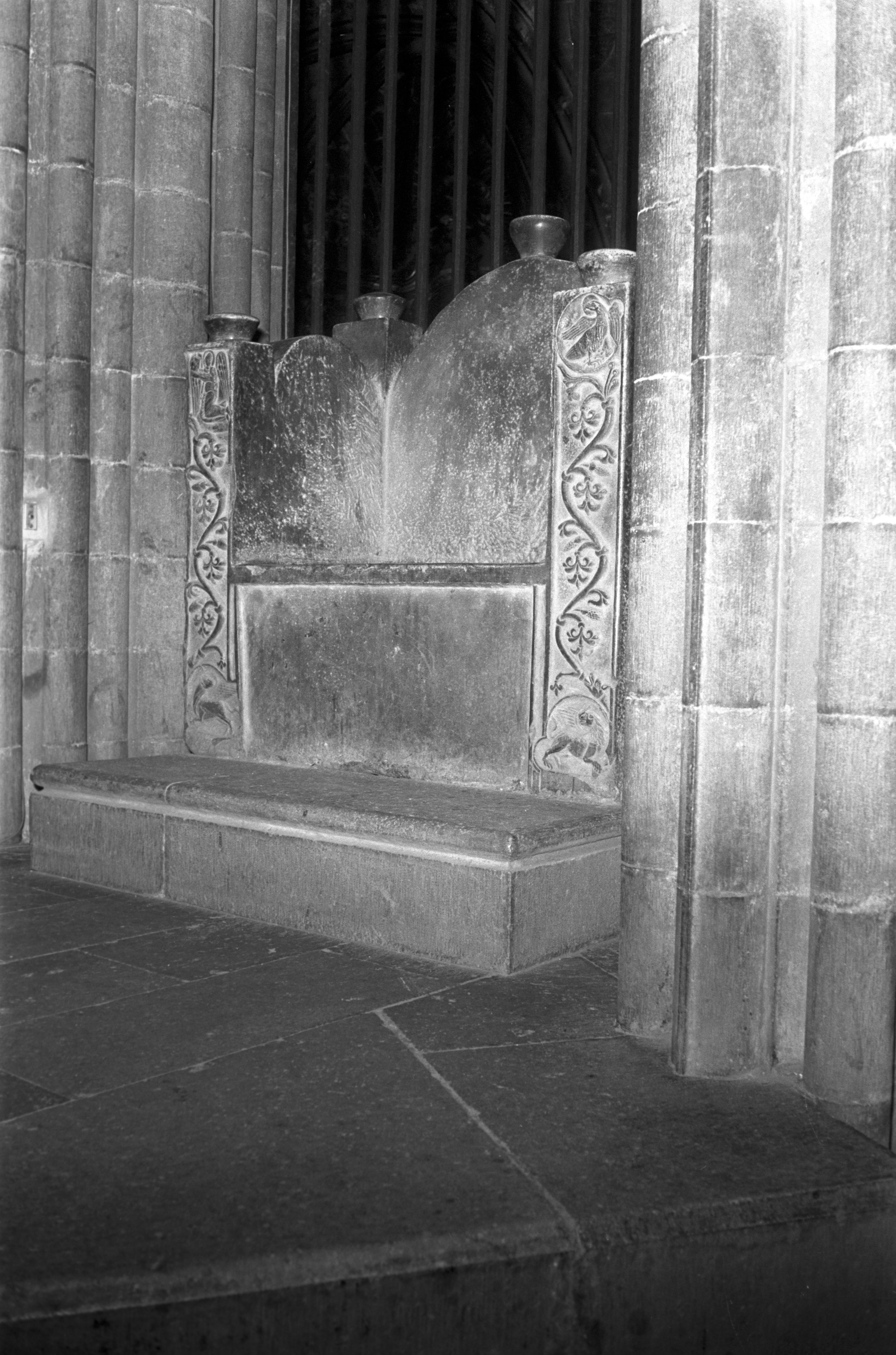
Cadira original de Carlemany. Imatge extreta de: Ajuntament de Girona. CRDI (Narcís Sans Prats)

La «cadira de Carlemany» és un seient episcopal que es troba a darrere l'altar major de la Catedral de Girona. Es tracta d'un setial de marbre dels Pirineus del segle xi, d'estructura cúbica que procedeix de l'antic temple romànic. Explica la llegenda que quan una parella s'assenta junta a la cadira abans d'un any es casaran. Però si s'asseu una persona sola no es casarà mai. Per aquest motiu aquesta és la cadira del Bisbe i també hi feien asseure els seminaristes, ja que així segur que es convertien en capellans. La cadira original es troba a l'interior de la Catedral de Girona, però una còpia d'aquesta també es pot veure al Museu d'Història de Girona.
El respatller i els braços de la cadira tenen forma arrodonida i estan decorats amb poms de forma cònica invertida. La part exterior del setial està decorada amb formes arquitectòniques i vegetals, on també es combinen amb els símbols dels quatre evangelistes: l'àngel (Sant Mateu), el lleó (Sant Marc), l'àguila (Sant Joan) i el brau (Sant Lluc) a la part davantera dels braços. A la part posterior del respatller es poden observar un conjunt de figures que representen un bisbe amb gremial, acompanyat d'un clergue amb capa pluvial i un diaca que li sosté el bàcul, i dos acòlits amb cirials. Aquesta part posterior de la cadira no va ser esculpida fins al 1347 quan va ser col·locat al presbiteri gòtic que ocupa actualment.

### Música
Són molts els compositors que han dedicat obres a aquest personatge. Entre ells, el compositor Robert Stoepel li va dedicar l'òpera Charlemagne.

## Culte
En 1165 Carlemany va ser proclamat sant per l'antipapa Pasqual III, per ordre de l'emperador Frederic Barba-roja. Hi hagué reticències a la canonització, car la vida privada de l'emperador no havia estat un model de virtuts i, a més, va ser ordenada per un antipapa, motiu pel qual no va perdurar gaire: el 1179 es van revocar els decrets de l'antipapa. El culte, fora de l'àmbit germànic, no va tenir gaire difusió. Va arribar, però, a Girona, on el 1345 el bisbe Arnau de Montrodon va introduir la celebració de Sant Carlemany. La veneració litúrgica no va durar gaire, però la devoció popular s'hi va mantenir, essent invocat per coixos, cecs i leprosos. Es venerava, a la catedral de Girona, la imatge anomenada de Sant Carlemany, que en realitat era un retrat de Pere el Gran esculpit per Jaume Cascalls que actualment es troba al Museu de la Catedral.
Tot i això, el culte continuà i va ser confirmat per Benet XIV, la qual cosa és equivalent a una beatificació. Avui en dia, el culte a Carlemany es manté com a local a la diòcesi d'Aquisgrà, i és permès també als Grisons. La festivitat se celebra el 28 de gener.